# Gueorgui Stoikovski
Georgi Stoikovski (en búlgaro: Георги Иванов Стойковски; Bata, Bulgaria, 10 de mayo de 1941-4 de mayo de 2023) fue un atleta búlgaro especializado en la prueba de triple salto, en la que consiguió ser campeón europeo en 1966.

## Carrera deportiva
En el Campeonato Europeo de Atletismo de 1966 ganó la medalla de oro en el triple salto, con un salto de 16.67 m, superando al alemán Hans-Jürgen Rückborn (plata con 16.66 m) y al húngaro Henrik Kalocsai (bronce con 16.59 m).